# Wayning Moments
Wayning Moments è un album di Wayne Shorter, pubblicato dalla Vee Jay Records nel 1962. Il disco fu registrato al "Universal Recording Studios" di Chicago (Illinois) nelle date indicate.

## Tracce
Lato A
1. Black Orpheus – 4:36 (Luiz Bonfá) – Registrato il 2 novembre 1961
2. Devil's Island – 3:37 (Wayne Shorter) – Registrato il 6 novembre 1961
3. Moon of Manakoora – 3:44 (Alfred Newman) – Registrato il 6 novembre 1961
4. Dead End – 3:35 (Wayne Shorter) – Registrato il 2 novembre 1961

Lato B
1. Wayning Moments – 4:20 (Eddie Higgins) – Registrato il 6 novembre 1961
2. Powder Keg – 3:13 (Wayne Shorter) – Registrato il 6 novembre 1961
3. All or Nothing at All – 2:57 (Arthur Altman, Jack Lawrence) – Registrato il 2 novembre 1961
4. Callaway Went That-a-Way – 4:51 (Wayne Shorter) – Registrato il 2 novembre 1961

Edizione CD del 2000, pubblicato dalla Koch Jazz Records
1. Black Orpheus – 4:36 (Luiz Bonfá) – take 1
2. Devil's Island – 3:57 (Wayne Shorter) – take 8
3. Moon of Manakoora – 3:44 (Alfred Newman) – take 2
4. Dead End – 4:35 (Wayne Shorter) – take 8
5. Wayning Moments – 4:20 (Eddie Higgins) – take 2
6. Powder Keg – 3:13 (Wayne Shorter) – take 5
7. All or Nothing at All – 2:57 (Arthur Altman, Jack Lawrence) – take 3
8. Callaway Went That-A-Way – 4:51 (Wayne Shorter) – take 3
9. Black Orpheus – 4:40 (Luiz Bonfá) – take3
10. Devil's Island – 5:10 (Wayne Shorter) – take 7
11. Moon of Manakoora – 4:47 (Alfred Newman) – take 1
12. Dead End – 5:10 (Wayne Shorter) – take 7
13. Wayning Moments – 4:21 (Eddie Higgins) – take 3
14. Powder Keg – 3:37 (Wayne Shorter) – take 1
15. Callaway Went That-A-Way – 3:58 (Wayne Shorter) – take 1

## Musicisti
Wayne Shorter Quintet
- Wayne Shorter  - sassofono tenore
- Eddie Higgins  - pianoforte
- Freddie Hubbard  - tromba
- Jymie Merritt  - contrabbasso
- Marshall Thompson  - batteria